# 三浦半島 (愛媛県)
三浦半島（みうらはんとう）は、愛媛県宇和島市に所在する半島。蒋淵半島（こもぶちはんとう）とも呼ばれる。

## 地理
愛媛県宇和島市中心部の南西に所在する半島で、宇和海に向かって北西方向に突き出した、細長く鉤状の形になっている。半島の先には、ぶぶしの瀬戸を挟んで、有人島の戸島、その奥に嘉島が浮かぶ。加えて、無人島の契島や遠戸島、小さな無人島が半島周辺に点在している。

## 行政
2024年現在、半島全域が宇和島市域となっているが、1958年（昭和33年）までは、北宇和郡蔣淵村、同郡下波村、同郡遊子村の3村の村域となっていた。同年に3村に加えて離島を村域とする戸島村、日振島村の2村が合併して宇和海村となったことで、半島全域が宇和海村となった。1974年（昭和49年）に、宇和海村が宇和島市に編入合併したことで全域が宇和島市域となり現在に至っている。1958年までの旧村名がそのまま宇和島市の大字となっている。
2024年現在、宇和島市役所の支所である宇和海支所が下波に設置されている。また、蒋淵には宇和海支所蒋淵出張所が設置されている。

## 地区
三浦半島は、旧村域に合わせた3つの地区で構成されている。

### 蒋淵（蔣淵）
三浦半島の先端にあたる旧蔣淵村の区域。鉤状となっている地形で形成される湾の中に中心集落がある。真鯛や真珠の養殖が主産業である。

### 遊子
三浦半島中部から基部の内、北側にあたる旧遊子村の区域。水荷浦に遊子水荷浦の段畑があり、2007年には全国3番目に「国の重要文化的景観」に選定された。

### 下波
三浦半島中部から基部の内、南側にあたる旧下波村の区域。蒋淵、遊子は三浦半島内に収まる区域であるが、下波については、半島外にも区域が広がっている。宇和島市役所の宇和海支所が三浦半島内の下波地区に所在する。

## 交通

### 道路
半島内を通過する国道は存在しない。県道は、愛媛県道345号柿之浦下波線と愛媛県道346号蔣淵下波線が半島内を、半島の基部を愛媛県道37号宇和島下波津島線が通っている。
- 愛媛県道37号宇和島下波津島線
- 愛媛県道345号柿之浦下波線
- 愛媛県道346号蔣淵下波線

### 鉄道
半島内を通る鉄道は存在しない。最寄りの鉄道駅は、予讃線の宇和島駅である。

### バス
宇和島自動車のバス路線、三浦半島線が運行されており、予讃線・宇和島駅前から蒋淵までを結んでいる。2024年10月時点で、1日7往復運行されている。

### 船舶
盛運汽船の高速艇が就航しており、宇和島港と蒋淵の蒋淵港、矢ヶ浜港、大島港の3港が結ばれている。

### 運河
三浦半島先端の蒋淵と、遊子・下波の境に細木運河がある。日本一小さい運河と言われており、宇和島市街地と蒋淵の集落への航路が半島を迂回する必要がなくなり、航行時間が短縮された。この他にも、宇和島市街地から離島への郵便船なども細木運河を利用している。県道346号の細木橋が架けられている。

## 教育

### 大学・高等学校・中学校
半島内に大学、高等学校および中学校は存在しない。かつては、下波の半島付け根の部分に宇和島市立宇和海中学校が設置されていたが、宇和島市立城南中学校に統合され、2015年3月をもって閉校している。

### 小学校
蒋淵と遊子にそれぞれ1校ずつ設置されている。下波については、半島内に小学校は設置されていない。
- 宇和島市立蒋淵小学校
- 宇和島市立遊子小学校